# Fuentecén
Fuentecén ist ein Ort und eine Gemeinde (municipio) mit 234 Einwohnern (Stand: 2024) im Zentrum der Provinz Burgos in der Autonomen Gemeinschaft Kastilien und León. Fuentecén liegt in der Comarca und der Weinbauregion Ribera del Duero.

## Lage und Klima
Die Gemeinde Fuentecén liegt etwa 90 Kilometer südsüdwestlich der Provinzhauptstadt Burgos in einer Höhe von ca. 820 m. Der Río Riaza durchquert die Gemeinde. Das Klima ist gemäßigt bis warm; Regen (ca. 514 mm/Jahr) fällt übers Jahr verteilt.

## Bevölkerungsentwicklung
| Jahr      | 1950 | 1970 | 1981 | 1991 | 2001 | 2011 | 2021 |
| Einwohner | 1360 | 648  | 427  | 329  | 268  | 249  | 223  |

## Sehenswürdigkeiten
- Kirche San Mamés Mártir (Iglesia de San Mamés Mártir)
- Einsiedelei Mariä Empfängnis (Ermita de la Concepción)

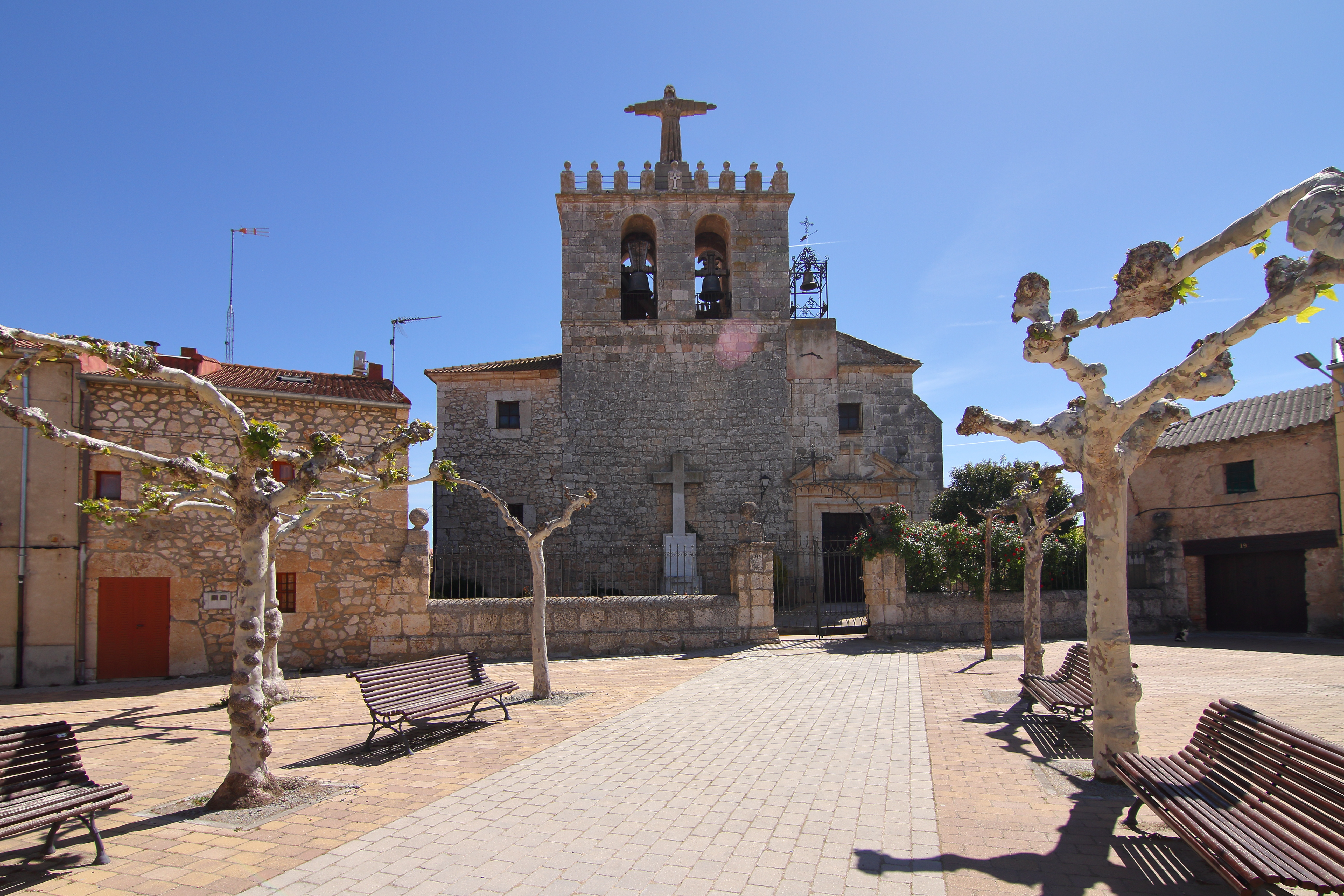
Kirche San Mamés

## Persönlichkeiten
- Daniel Ortega Martínez (1898–1941), Arzt und kommunistischer Politiker